# Synagoge (Wołpa)

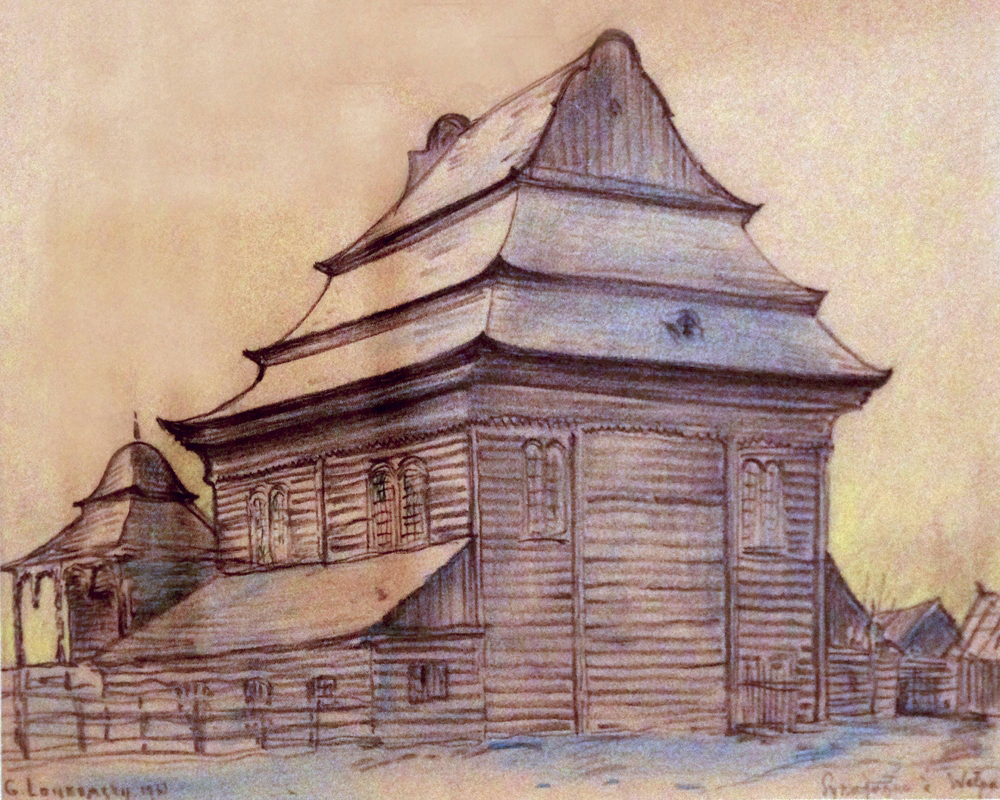
Synagoge von Wołpa (1933, Zeichnung, Tel Aviv Museum of Art)

Die Synagoge von Wołpa war eine Holzsynagoge im heutigen Ort Woŭpa (belarussisch Воўпа, russisch Волпа, jiddisch וואָלפּ Volp), Rajon Waukawysk, in Belarus. Sie war berühmt für ihre Architektur und gilt als wichtigster Vertreter einer Gruppe von barocken Holzsynagogen, in denen eine elegante Kuppel mit einer insgesamt ländlichen Bauweise kombiniert wurde. Als Erbauungszeit wird das frühe 17. Jahrhundert oder auch das frühe 18. Jahrhundert vermutet. Die Dachrenovierung war inschriftlich auf 1781 datiert. Die Synagoge von Wołpa wurde im Juni 1941 mit ihrem Inventar durch deutsches Bombardement zerstört.

## Geschichte der jüdischen Gemeinde von Wołpa
Der Ort Wołpa liegt einige Kilometer vom Westufer der Memel entfernt. Er gehörte vor der Dritten Polnischen Teilung zu Polen-Litauen, danach zum Russischen Kaiserreich (Gouvernement Grodno). Von 1921 bis 1939 gehörte der Ort in Folge der polnischen Geländegewinne im Polnisch-Sowjetischen Krieg zur Zweiten Polnischen Republik (Powiat Wołkowysk, Woiwodschaft Białystok). Nach dem Deutsch-Sowjetischen Grenz- und Freundschaftsvertrag (28. September 1939) erfolgte die Sowjetische Besetzung Ostpolens, und der Powiat Wołkowysk wurde in die Belarusische Sozialistische Sowjetrepublik eingegliedert.

### In Polen-Litauen
Eine jüdische Gemeinde bestand in Wołpa seit der zweiten Hälfte des 16. Jahrhunderts. Die Synagoge wurde nach Mathias Bersohn, Alois Breyer und anderen im frühen 17. Jahrhundert erbaut. Sie zeugte vom Wohlstand der Gemeinde zu jener Zeit. Nachdem die Synagoge bei der Zerstörung des Orts durch die Schweden 1656 erhalten geblieben war, erklärte der Sejm sie 1781 zu einem Baudenkmal. Eine hebräische Inschrift belegte, dass die Dachdeckung 1781 renoviert wurde. Maria und Kazimierz Piechotka schlagen ein Baudatum der Synagoge im frühen 18. Jahrhundert vor; in jedem Fall ist die Dachrenovierung 1781 der terminus ante quem für den Synagogenbau.

### In Russland

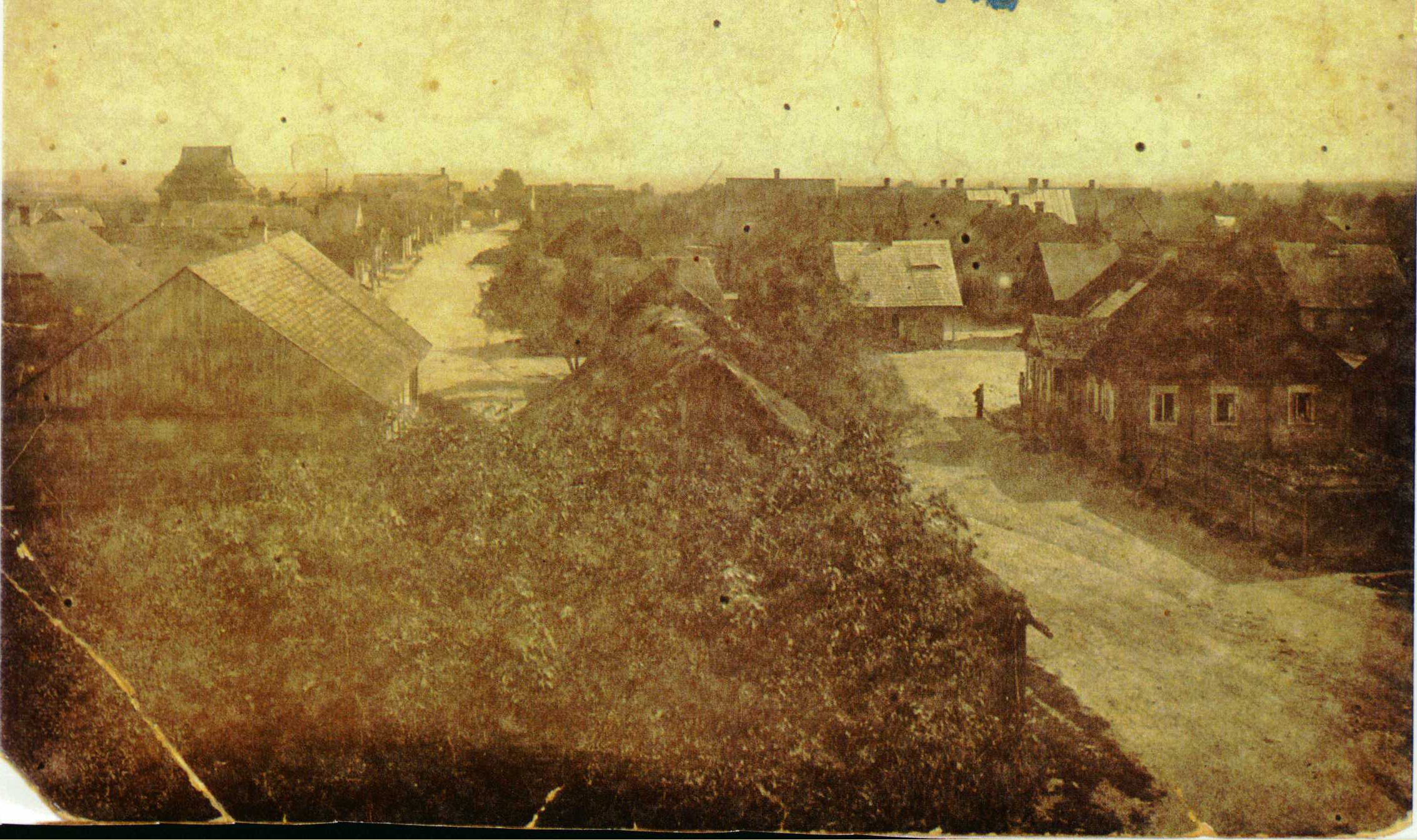
Dorf Wołpa, links im Hintergrund die Synagoge (1918)

Wołpa hatte bis zum Bau der Eisenbahnlinie (die Wołpa umging) regionale Bedeutung als Marktort. Seit dem Eisenbahnbau setzte im späten 19. Jahrhundert in Wołpa ein wirtschaftlicher Niedergang ein. Die Bevölkerung Wołpas war zu jener Zeit mehrheitlich jüdisch (1897: 1151 von 1976 Einwohnern). Neben der Synagoge bestanden Ende des 19. Jahrhunderts zwei jüdische Bethäuser. Es gab im Ort 25 Gemüseläden, eine Brauerei, zwei Gerbereien und eine Färberei. Außer dem Wochenmarkt fand auch fünfmal jährlich ein allerdings unbedeutender Jahrmarkt statt.
Die erste ethnographische Beschreibung der Holzsynagogen, darunter auch der Synagoge von Wołpa, verfasste der Historiker Mathias Bersohn (Kilka słów o dawnych bóżnicach drzewianych, 1900). Der österreichische Architekturstudent Alois Breyer unternahm 1910/13 eine Forschungsreise zu den Holzsynagogen im russischen Kaiserreich; er besuchte auch Wołpa, beschrieb die dortige Synagoge und fertigte Fotos und Zeichnungen an.

### In der Zweiten Polnischen Republik
Nach dem polnischen Zensus von 1921 hatte Wołpa 941 jüdische Einwohner (54,3 % der Gesamtbevölkerung des Dorfs). Die wirtschaftliche Krise verschärfte sich nach dem Ersten Weltkrieg durch hohe Steuern und staatliche Monopole. 1929 wurde der Tabakanbau, die Haupteinnahmequelle der jüdischen Wołpaer, von den Behörden verboten. Einige von ihnen gingen daraufhin zum Gemüseanbau über und spezialisierten sich auf die Gurkenzucht. Eretz Jisrael ha-Ovedet und andere zionistische Organisationen waren in Wołpa aktiv. Es gab eine säkulare hebräische Schule (Tarbut) und je eine jiddische und hebräische Bücherei. Viele Mitglieder zionistischer Jugendgruppen wanderten nach Palästina aus.

### In der Belarusischen Sozialistischen Sowjetrepublik

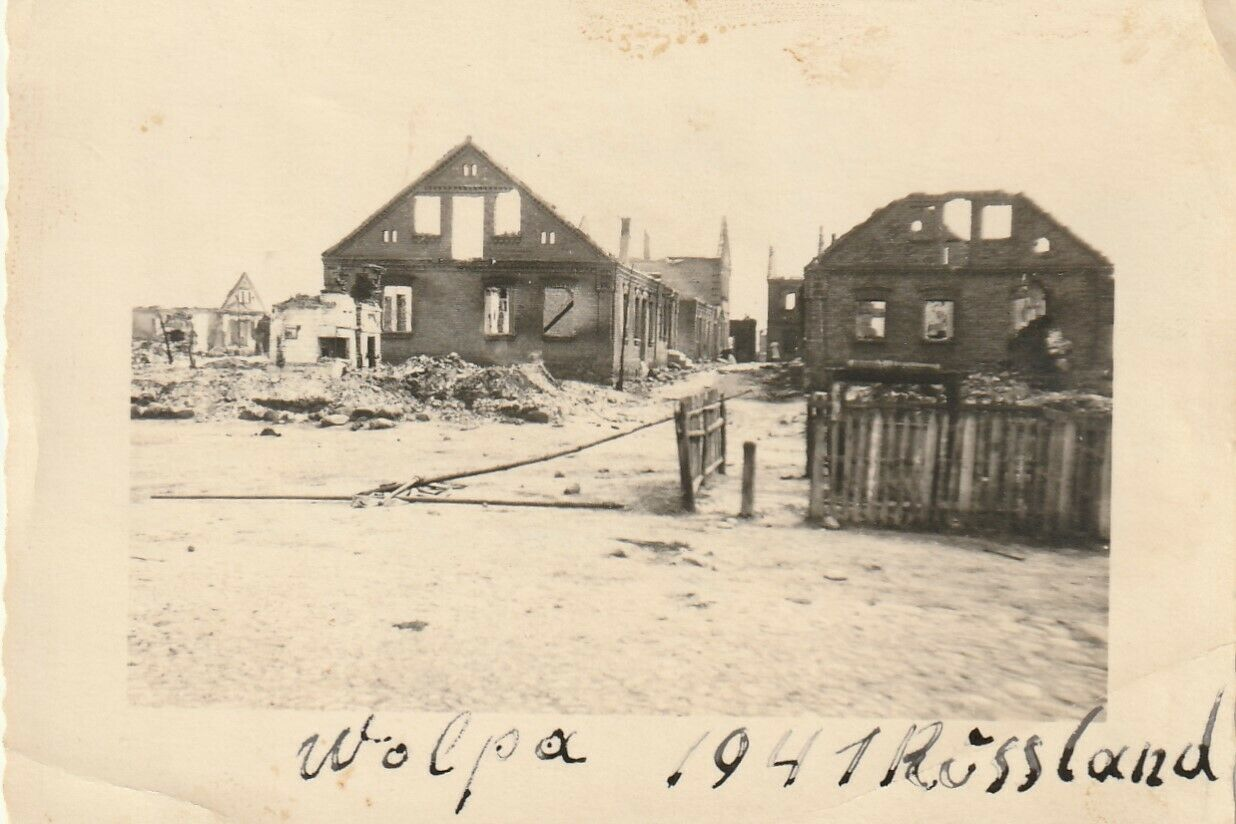
Das ausgebombte Dorf am 29. Juni 1941

Zwei Jahre stand Wołpa unter sowjetischer Herrschaft. Im Juni 1941 zerstörte deutsches Bombardement die Synagoge ebenso wie viele Wohnhäuser des Orts. Die jüdischen Einwohner, rund 900 Menschen, mussten unter deutscher Besatzung Zwangsarbeit leisten und lebten in Erdhütten. Am 2. November 1942 wurden 66 ältere und gebrechliche Personen auf dem jüdischen Friedhof ermordet und die übrigen ins Durchgangslager Waukawysk und von dort aus in das Vernichtungslager Treblinka deportiert.
Soweit bekannt, überlebte nur ein Einwohner von Wołpa den Holocaust: der Zimmermann Itzhak Vodovoz (1913–1975). Ihm gelang die Flucht aus Treblinka. Er schloss sich russischen Partisanen an; über mehrere Stationen kam er 1950 nach Israel und hielt 1968 für Yad Vashem seine Erinnerungen an das Schicksal der Menschen in Wołpa schriftlich fest.

## Architektur
Das Hauptgebäude der Synagoge von Wołpa wurde in Blockbauweise errichtet und hatte laut Mathias Bersohn eine Länge von 24,5 m bei 20 m Breite; vom Fußboden bis zur Kuppel war sie mehr als 30 m hoch. Gekuppelte Fenster mit segmentförmigem Sturz gaben dem zentralen Männerbetraum Licht. Dessen Decke ahmte die Kuppel einer steinernen Synagoge nach, indem vier Pfeiler eingebaut wurden, um die Wölbung zu stützen. „Bei Holzbauten bestand keine strukturelle Notwendigkeit für Stützpfeiler unter der Kuppel, aber Gebäude aus Stein hatten mehr Prestige und waren dauerhafter, daher dienten sie Zimmerleuten und Tischlern als Vorbild.“ Breyer vergleicht hier als Steinbauten die Große Synagoge von Luzk und die Synagoge von Zolkiew.

### Außenbeschreibung
Die achteckige Kuppel wurde durch fünf übereinanderliegende Galerien ins Viereck überführt. Ein dreigeschossiges Mansarddach überdeckte diesen Hauptraum, der im obersten Stockwerk einen Barockgiebel besaß. Oben im Giebelfeld (Foto) erkennt man die hebräischen Buchstaben תרפא mit dem Zahlwert 681 (nach der kleinen Zählung, ohne Angabe der Jahrtausende), entsprechend dem Jahr 5681 der jüdischen Ära, das dem Jahr 1781 n. Chr. entspricht.
Die Beträume der Frauen waren ebenerdige Anbauten an der Nord- und Südseite des Männerbetraums: einstöckige Räume auf schmalrechteckigem Grundriss mit Pultdächern von gleicher Länge wie der Männerbetraum. Sie hatten eigene Türen an den Längsseiten, durch die sie von außen betreten werden konnten, während der Männerbetraum durch zwei Türen und eine Vorhalle betreten wurde. Diese Vorhalle war dem Männerbetraum an der Westseite vorgelagert und wurde von einem zweiteiligen Mansarddach mit Vorstoß und Giebel gedeckt. An der Nord- und Südseite war die Vorhalle von zwei Eckbauten flankiert, die durch vorgelegte Galerien geschmückt waren. Reich profilierte Säulen mit Kopfbändern wechselten ab mit Hängesäulchen mit Kopfbändern, einem traditionellen Dekorationsmotiv der polnischen und russischen Holzarchitektur. Die Eckbauten besaßen je ein zweiteiliges, geschweiftes Zeltdach mit einem Knauf an der Spitze.

Außenansichten
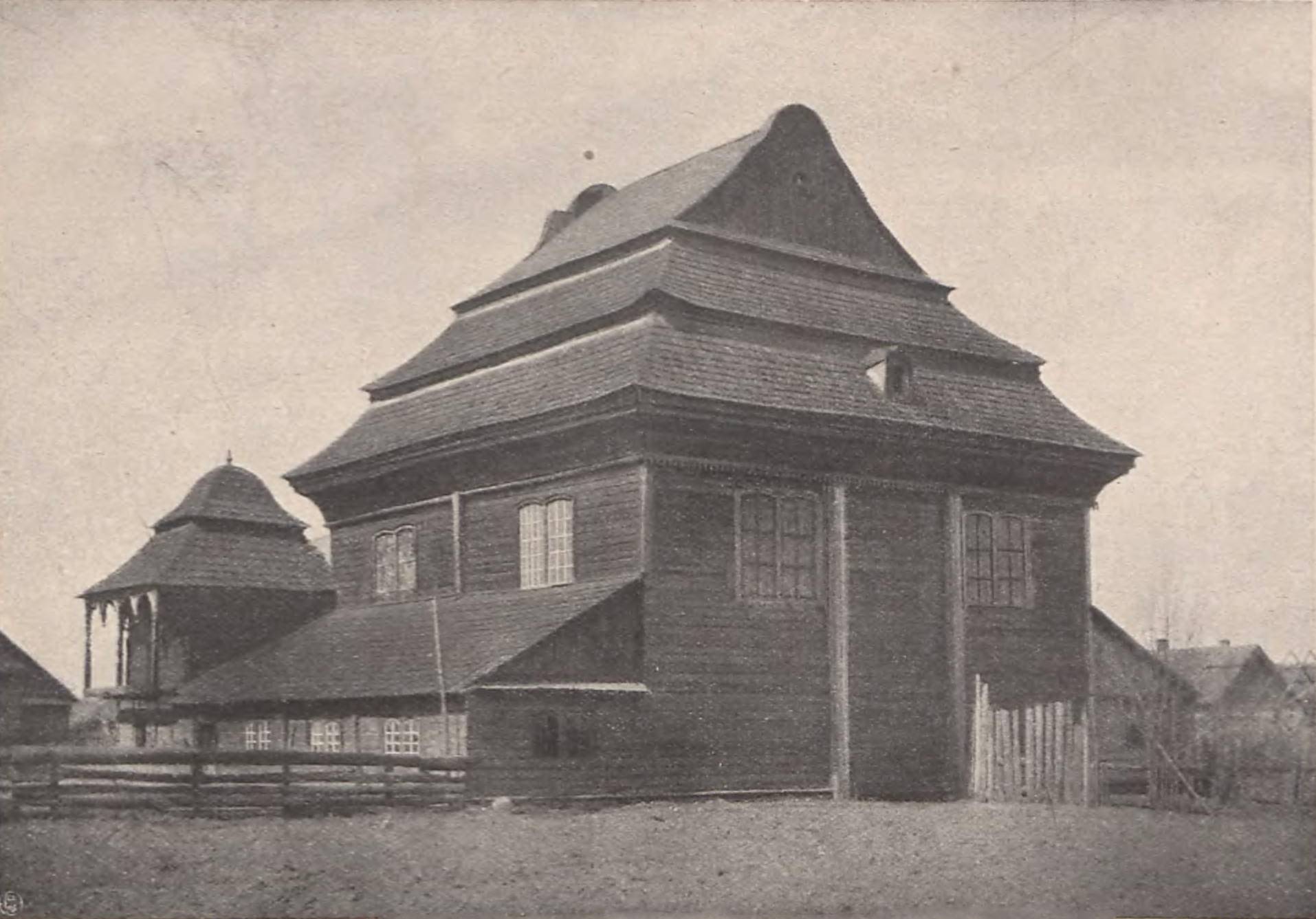
Süd- und Ostansicht (1907)
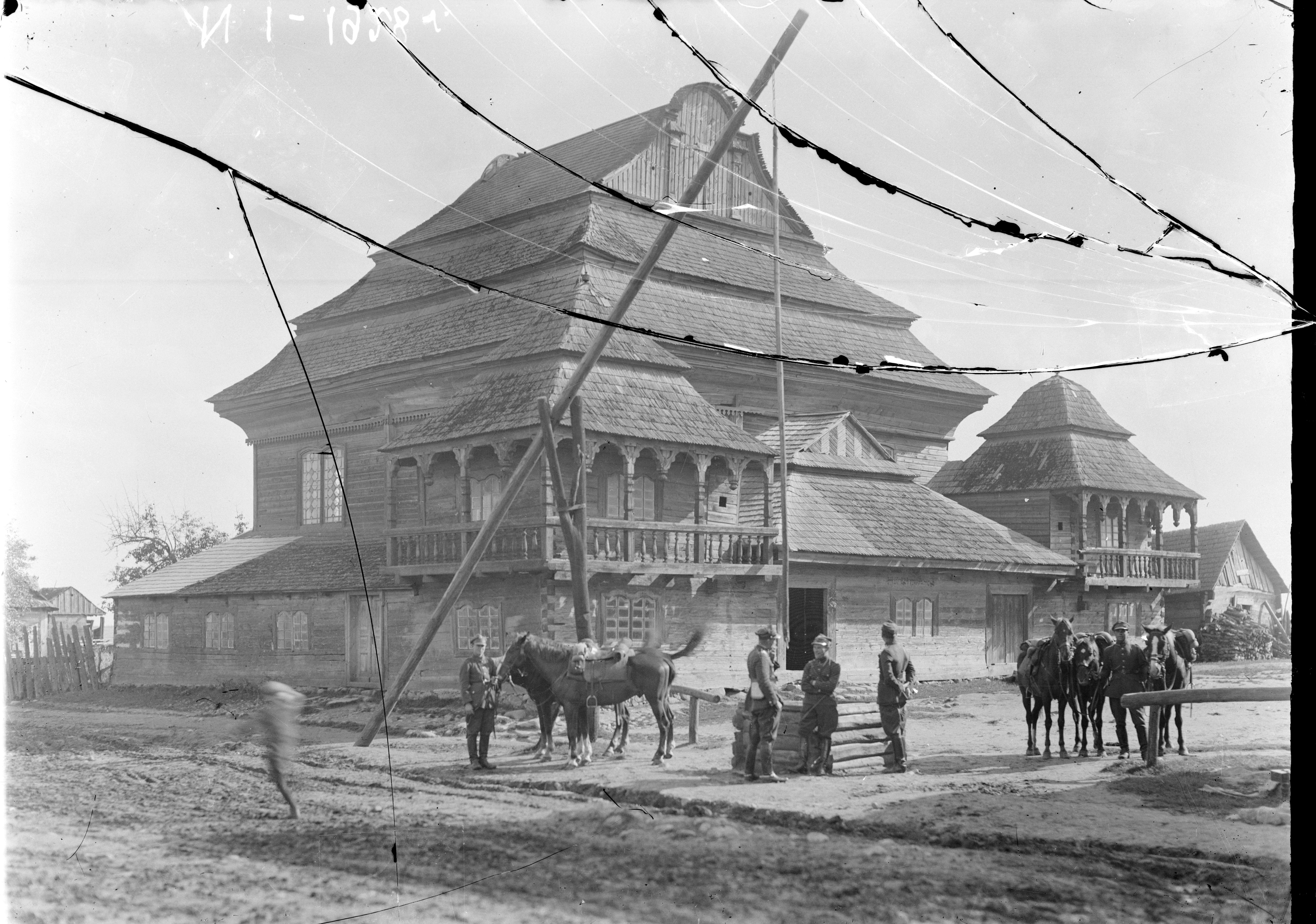
Nord- und Westansicht (1928)
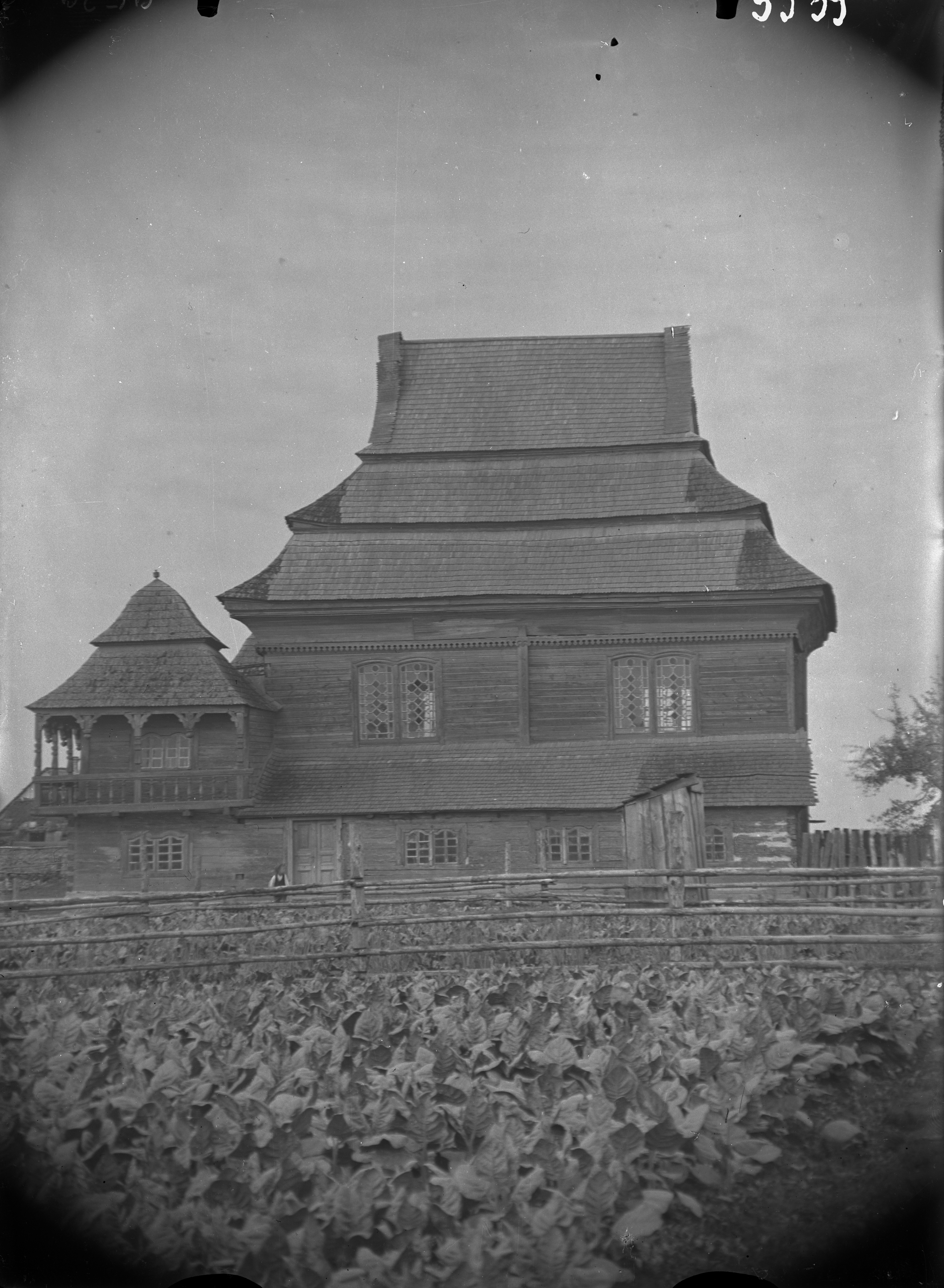
Südansicht (vor 1939)
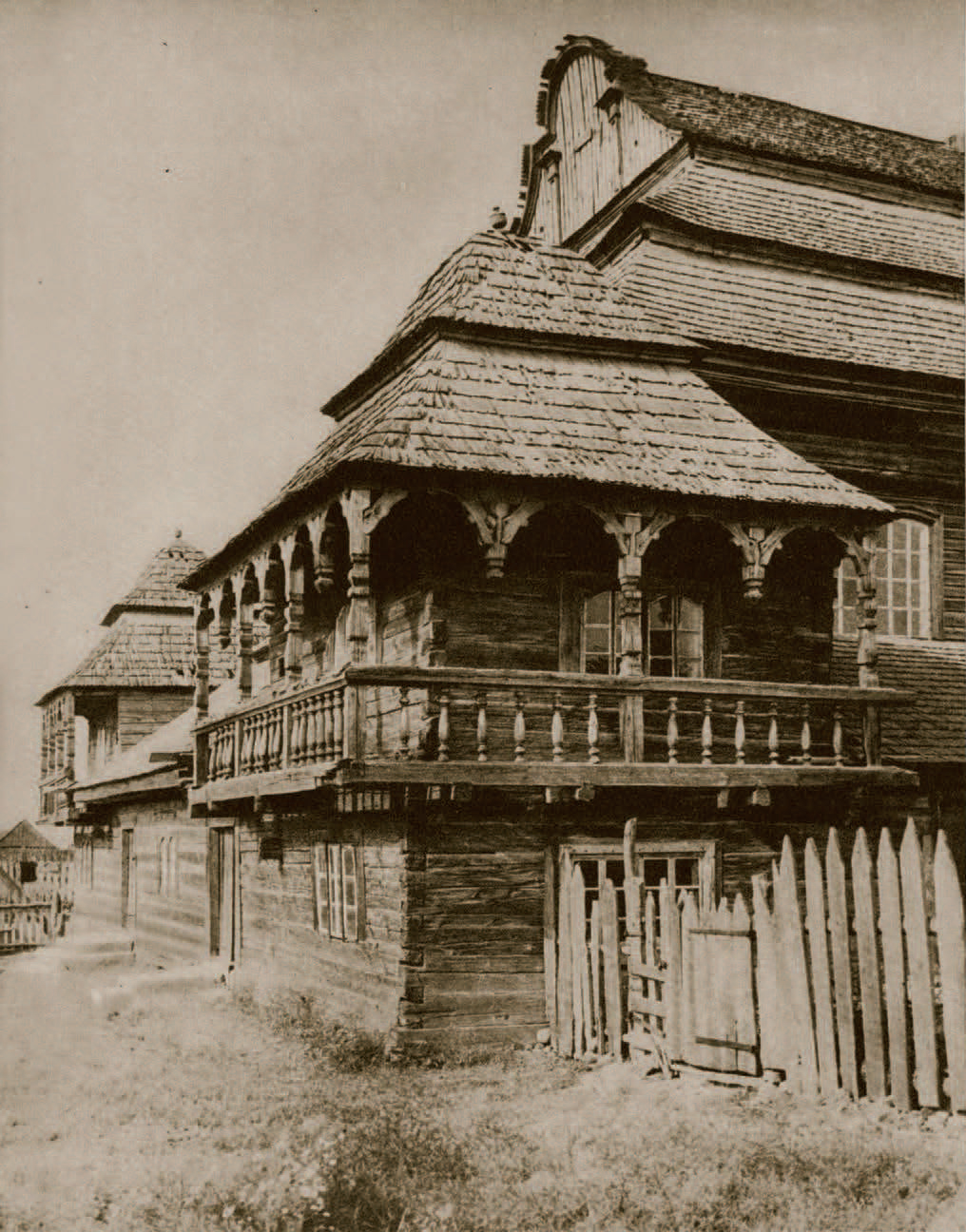
Eckbauten (vor 1939)
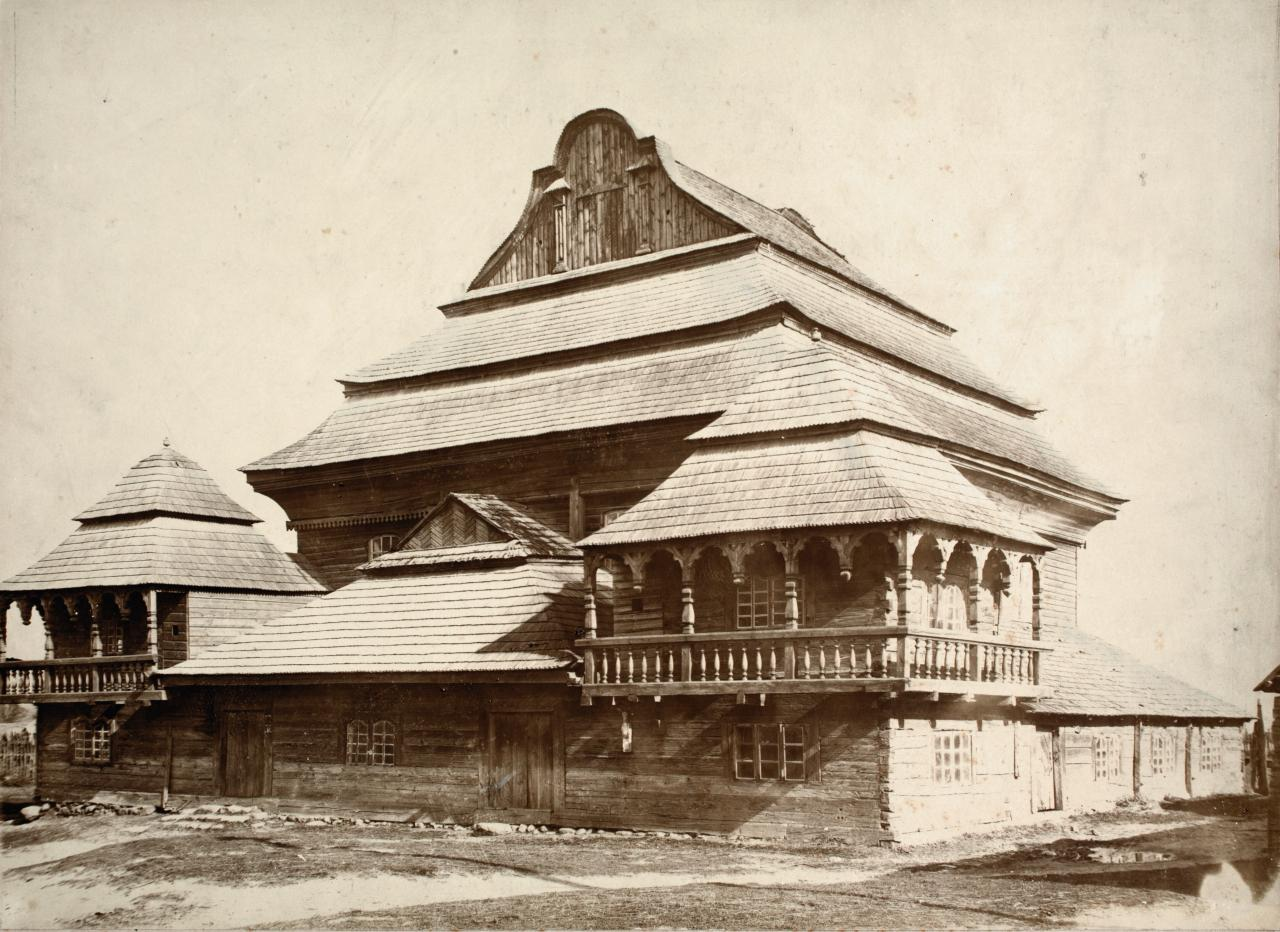
Westansicht (um 1910/13)
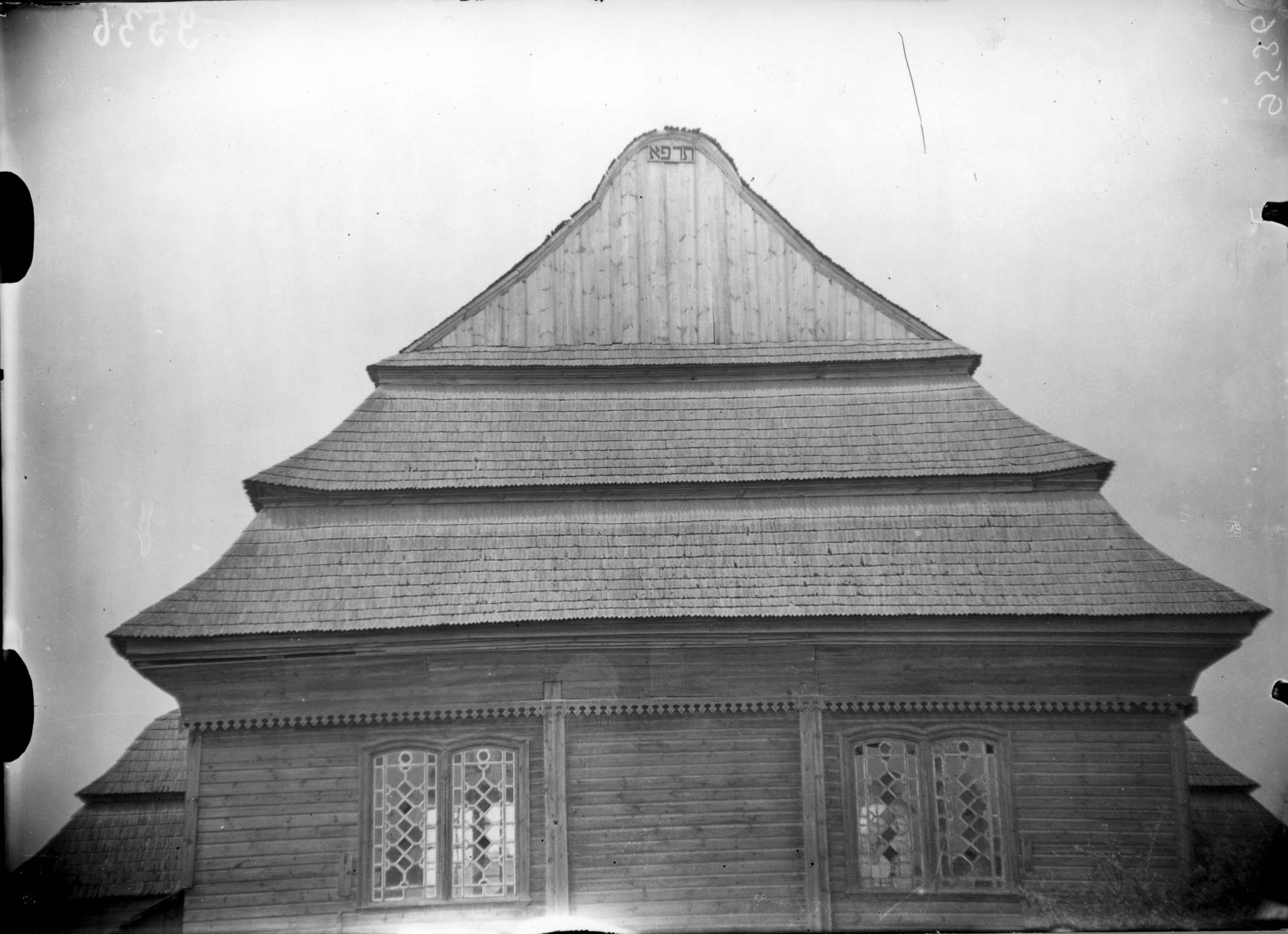
Ostgiebel mit Datum (vor 1939)

### Innenbeschreibung
Den Fußboden des Männerbetraums bildete ein diagonal verlegtes Ziegelpflaster.
Möglicherweise hatte die Synagoge ursprünglich jene lebendige Ausmalung mit Blumen und Tieren, wie sie die Holzsynagogen von Chodoriw und Hwisdez besaßen und wie man sie an den erhaltenen, von Eliezer Sussmann bemalten Synagogenvertäfelungen sieht. Diese Ausmalung wäre dann später durch die auf den historischen Fotografien zu sehende Trompe-l’œil-Ausmalung ersetzt worden, die Wände aus Steinen und Marmor sowie orientalische Seidenstoffe imitierte. Verglichen mit anderen Synagogen, gab es bei der Ausmalung in Wołpa wenige hebräische Textfelder. Hervorzuheben ist ein auf mehrere Medaillons verteilter Text, der ein Gebet für Zar Alexander II. enthielt.

### Ausstattung

#### Bima
Der Ort der Toralesung wurde architektonisch als Mittelpunkt der Synagoge betont: Die Entsprechung zur oktogonalen Kuppel bildete die Bima, die im Zentrum des Männerbetraums stand. Die vier Stützpfeiler der Kuppel waren zugleich auch Eckpfeiler der Bima. Durch Einfügung von je zwei Säulen zwischen die tragenden Pfeiler wurde das Viereck ins Achteck überführt. Zur Bima führten von der Nord- und der Südseite Treppen hinauf, die Brüstung zeigte Schnitzereien im Empirestil. Oben waren die Säulen durch Rundbogen verbunden und mit einem reich profilierten Zahnschnitt-Gesims abgeschlossen. Offenbar wurde der Innenraum im 19. oder frühen 20. Jahrhundert restauriert; insbesondere an der Bima erkennt man Spuren der Überarbeitung.

#### Toraschrein
Der mehrteilige Aufbau und die Gestaltung des Toraschreins lässt sich mit jenem in der Synagoge von Hrodna sowie in der Synagoge von Janów Sokólski und in der Synagoge Berlin-Heidereutergasse vergleichen; alle drei Toraschreine sind nicht erhalten.
Der Toraschrein an der Ostwand war 10 m hoch und bis zu 4,50 m breit. Er bestand ganz aus Eichenholz und zeigte reiche barocke Schnitzereien, unter anderem Tiere und Pflanzen. Fünf breite Stufen führten zur Lade hinauf, die durch eine Doppeltür verschlossen war, auf welcher das Relief einer großen Menora zu sehen war. Beiderseits der Lade gab es zwei ornamentierte und mit Weinreben umrankte Säulenpaare.
Die Menora ist ein relativ ungewöhnliches Motiv für die Türen eines Toraschreins. Sie verband eine schützende Symbolik mit dem Motiv des Lebensbaums, denn ihre Gestalt und Beschriftung war eine Übernahme der Menora aus dem kabbalistischen Werk Menorat zahav tahor („Leuchter aus purem Gold“), und aus ihrem Stamm sprossen zahlreiche Zweige mit Blüten und Früchten.

#### Leuchter
Mathias Bersohn beschrieb 1901 drei große Leuchter aus Messing. Jener, der vor dem Toraschrein hing, war besonders aufwändig gearbeitet. Er zeigte Laubranken mit Löwen und Hirschen, oben in der Mitte eine Krone, darüber ein Adler mit ausgebreiteten Flügeln, der eine Öse als Aufhängevorrichtung besaß. Auf der Krone las er die hebräischen Initialen E. M. und die Jahreszahl 1781. Den Leuchter schloss unten eine Kugel ab, auf der eine Inschrift ihn als Geschenk der Eheleute Hirsch und Debora an die Synagoge im Jahr 1781 bezeichnete. Zu beiden Seiten des Toraschreins sah Bersohn flache Armleuchter mit polierten, runden Messingblechen (Durchmesser ca. 20 cm), die ziselisierte florale Verzierungen rahmten.
Auf einem Pult rechts neben dem Toraschrein sah Bersohn eine schlichte Chanukkia aus Messing, deren Fuß drei kleine Löwenfiguren bildeten.

#### Hebräische Manuskripte
Von den Torarollen der Synagoge zu Wołpa erwähnte Bersohn nur, dass sie alt seien und als Schmuck Tora-Kronen und -schilde aufwiesen.
Ausführlicher ging er auf handgeschriebene Codices im Besitz der Synagoge ein: ein Siddur mit den Wochentagsgebeten (spätes 17. Jahrhundert) und ein zweibändiger Machsor, dessen Kolophon den Sofer Chaim Maierowicz nannte und das Werk auf 1781 datierte; auch dieser Machsor war ein Geschenk des Ehepaars Hirsch und Debora. Der Machsor zeichnete sich durch illuminierte, teilweise mit Gold gehöhte Kapitelanfänge aus, die zum Teil naiv aufgefasste Tierfiguren, die Fähnchen trugen, zeigten.

Innenansichten
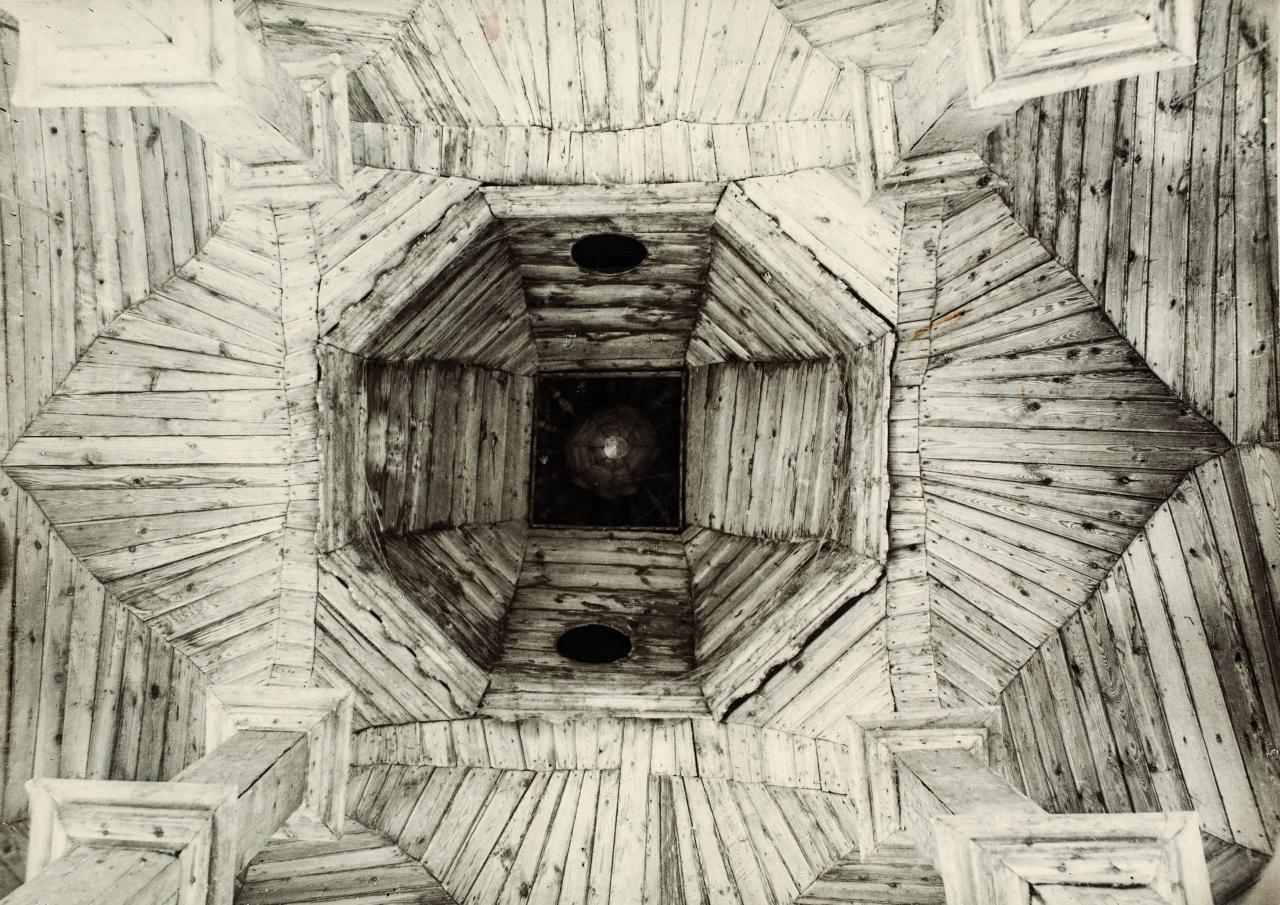
Blick in die Kuppel (um 1910/13)
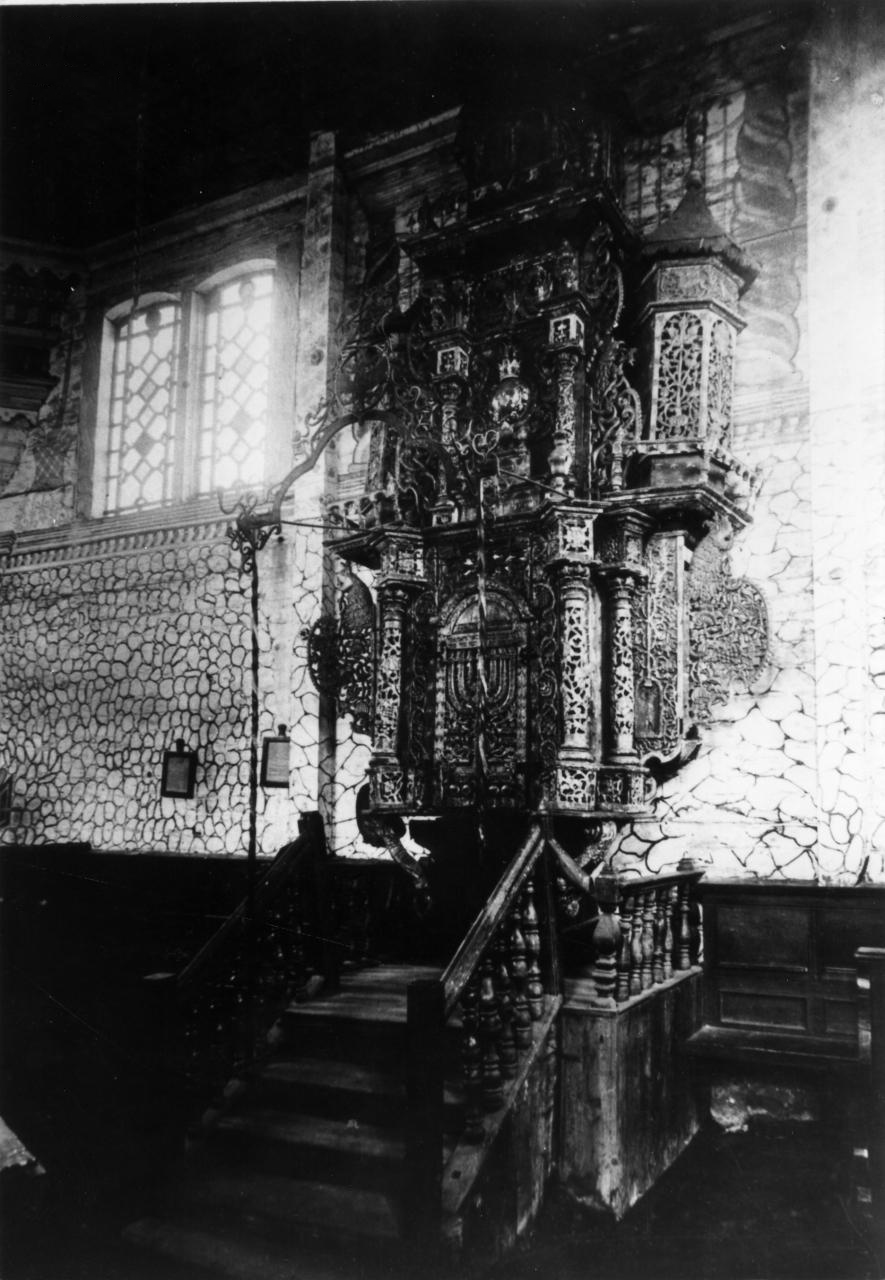
Toraschrein (1907)
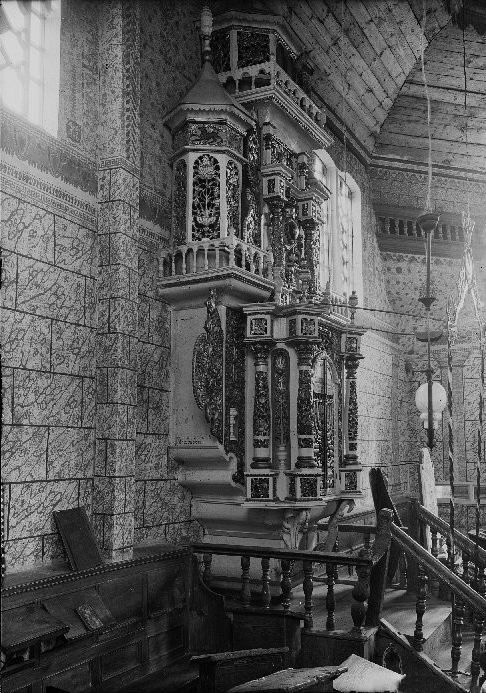
Toraschrein (vor 1939)
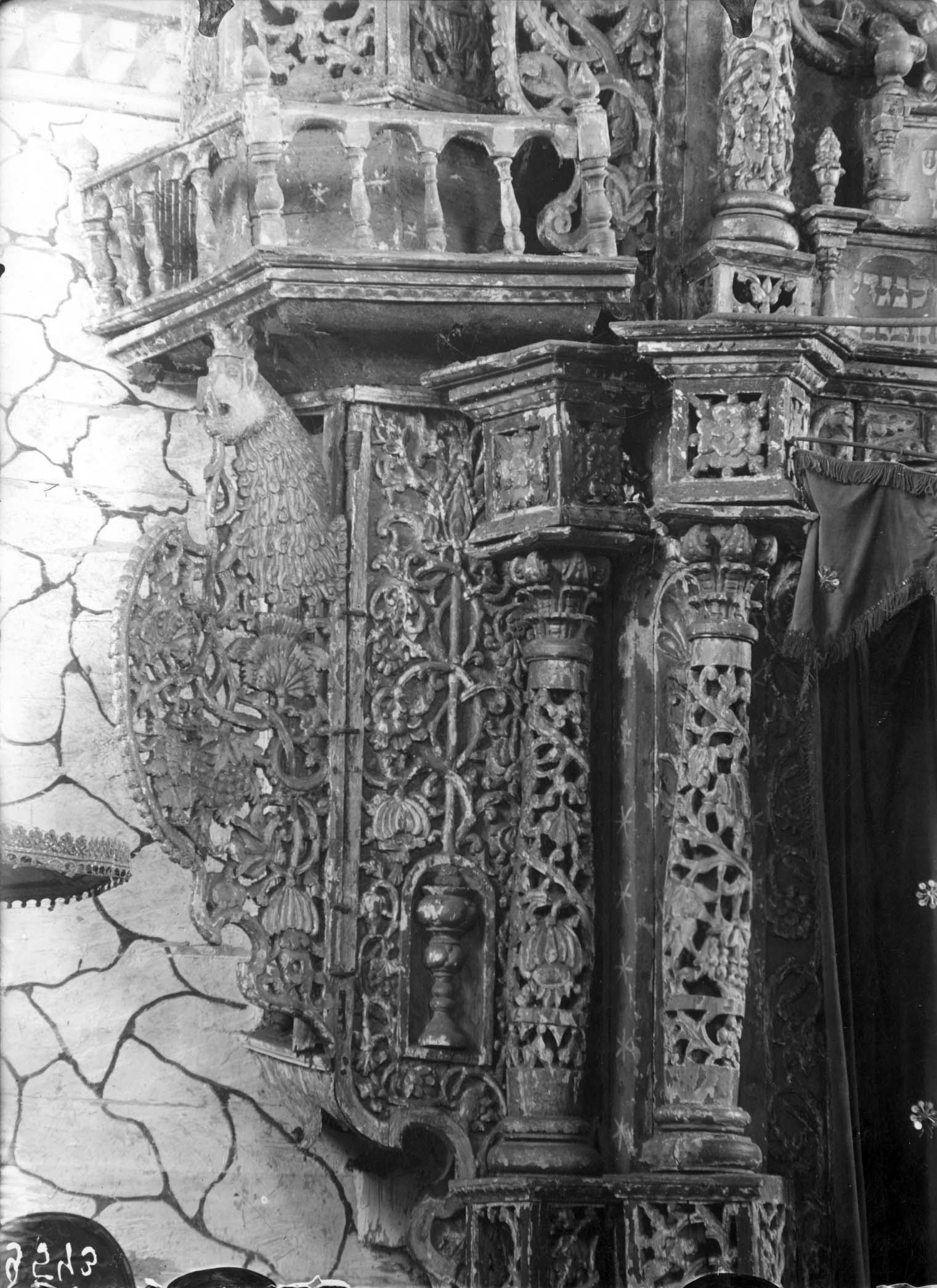
Toraschrein, seitliche Säulen (vor 1939)
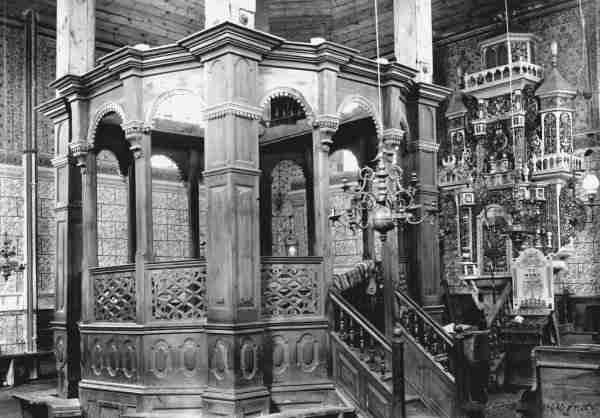
Bima (um 1920)
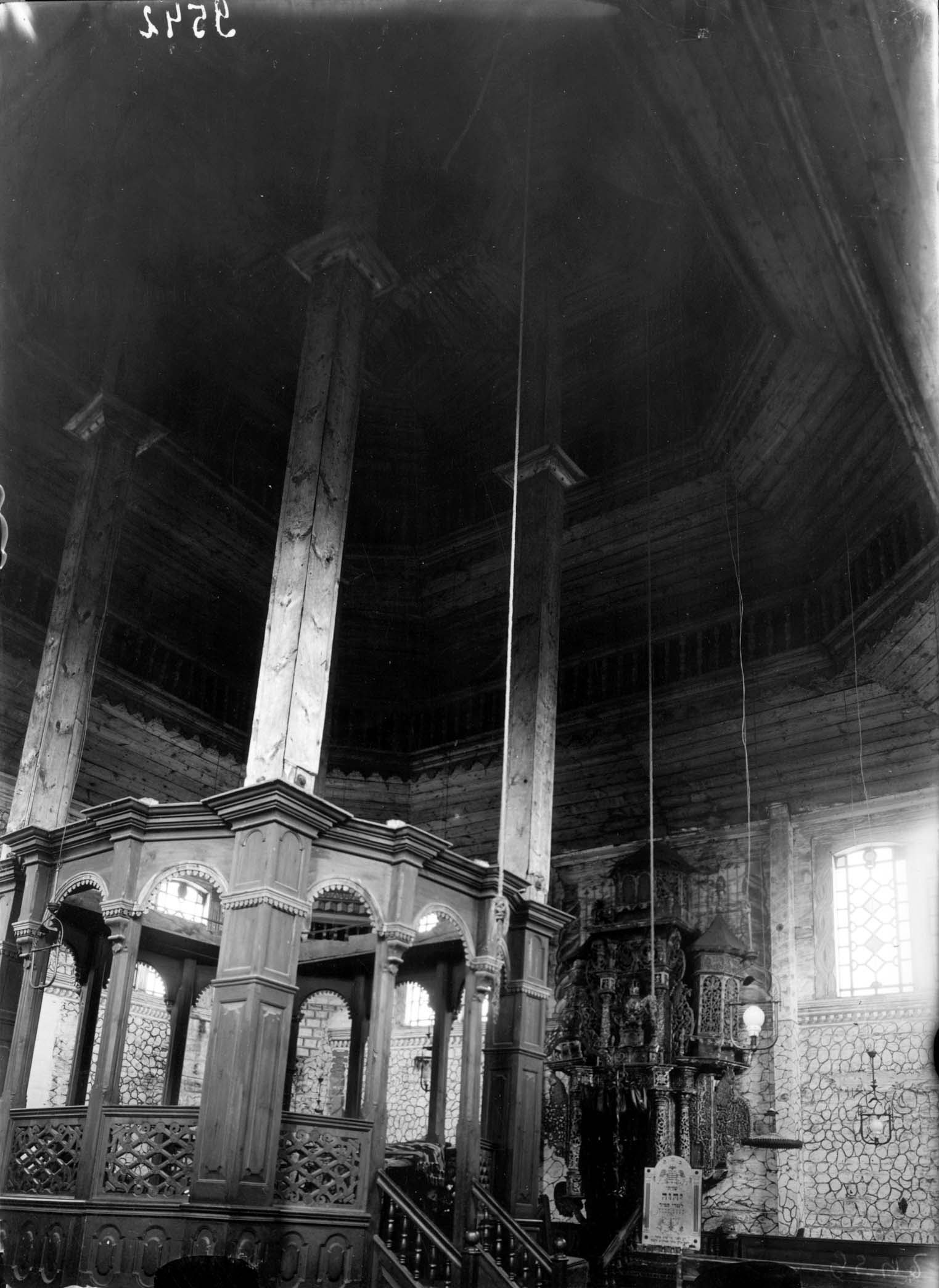
Bima mit Stützpfeilern (vor 1939)